# نوکنده (رضوانشهر)
نوکنده بهشت‌آباد، روستایی از توابع بخش پره‌سر شهرستان رضوان‌شهر در استان گیلان ایران است.

## جمعیت
این روستا در دهستان دیناچال قرار دارد و براساس سرشماری مرکز آمار ایران در سال ۱۳۸۵، جمعیت آن ۱٬۰۷۱ نفر (۲۹۳خانوار) بوده‌است. این دوستا شامل دو روستای نوکنده بزرگ و نوکنده کوچیک است که در مجاورت یکدیگر و در نوار ساحلی قرار دارند. مردم نوکنده گیلک هستند و به زبان گیلکی صحبت میکنند .